# Електронне навчання
Електронне навчання (англ. E-learning, скорочення від англ. Electronic Learning) — система навчання, за допомогою інформаційних, електронних технологій. Часто тлумачиться, як синонім таких понять: дистанційне навчання, навчання з застосуванням комп'ютерів, мережеве навчання, віртуальне навчання, мультимедійне навчання, мобільне навчання.
За визначенням фахівців ЮНЕСКО: «e-Learning — навчання за допомогою Інтернет і мультимедіа»[джерело?].

## Елементи
- Самостійна робота з електронними матеріалами, з використанням персонального комп'ютера, КПК, мобільного телефону, DVD-програвача, телевізора;
- Отримання консультацій, порад, оцінок у віддаленого (територіально) експерта (викладача), можливість дистанційної взаємодії;
- Створення розподіленої спільноти користувачів (соціальних мереж), провідних загальну віртуальну навчальну діяльність;
- Своєчасна цілодобова доставка електронних навчальних матеріалів;
- Стандарти і специфікації на електронні навчальні матеріали та технології, дистанційні засоби навчання;
- Формування та підвищення інформаційної культури в усіх керівників підприємств та підрозділів групи і оволодіння ними сучасними інформаційними технологіями, підвищення ефективності своєї звичайної діяльності;
- Освоєння і популяризація інноваційних педагогічних технологій, передача їх викладачам;
- Можливість розвивати навчальні вебресурси;
- Можливість у будь-який час і будь-якому місці отримати сучасні знання, що перебувають у будь-якій доступній точці світу;
- Доступність вищої освіти особам з особливостями психофізичного розвитку.

До E-learning відносяться електронні підручники, освітні послуги та технології.
Сучасні студенти та школярі — в основному мережеве покоління, для яких електронний спосіб отримання інформації (у цьому випадку саме навчальної) є нормальною складовою життя. У цілому високі технології в освіті вітаються студентами, — знання, вміння, навички знадобляться у самовдосконаленні та кар'єрному зростанні. Інформаційні комунікаційні технології стали їх робочим інструментом.
Стрімкість сучасного світу вимагає застосування найбільш швидких і дешевих способів процесів генерації і передачі знань. E-learning є одним з можливих інструментів, які дозволяють вирішувати цю гостру проблему сучасності.
Широкий спектр методів дистанційного навчання дозволяє вибирати метод з урахуванням індивідуальних вимог та уподобань слухача і ще E-learning не виключає спілкування з викладачем лицем до лиця:
- Зручний час і місце для навчання
- Міцне засвоєння знань
- Постійний контакт з викладачем
- Індивідуальний графік навчання
- Економія часу і грошей

Гільдія e-learning проводила дослідження на тему «Що чекає e-learning надалі?» [джерело?] На думку респондентів, для успішного застосування e-learning в корпоративному секторі найбільшу увагу необхідно приділяти таким напрямкам:
- Виробництво і доставка e-learning контенту (25%),[1]
- Розвиток корпоративної стратегії e-learning (17%),
- Впровадження і використання технологій та інструментів e-learning (17%),
- Управління й оцінка ефективності ініціатив e-learning (14%),
- Врахування потреб і побажань учнів (12%),
- Збільшення технологічних потужностей для підтримки e-learning (11%),
- Інші (4%).

## Використання мобільних пристроїв
Мобільні пристрої за рахунок своєї доступності та поширеності серед молоді, що навчається, активно використовуються в сфері електронного навчання. Основним способом є отримання інформації з різноманітних інтернет-ресурсів та додатків. Існує безліч програмних засобів для навчання в магазинах додатків : Play Market (Android), App Store (iOS), Windows Store (Windows 10 Mobile)
Поширеність операційної системи Android на глобальному мобільному ринку складає 87,5%. В офіційному магазину додатків цієї операційної системи (існують ще й неофіційні) близько 1000 програмних засобів. Вони можуть використовуватись для покращення та вдосконалення навчального процесу шляхом введення в нього сучасних технічних засобів, які забезпечуються саме мобільними пристроями. 
- Існують додатки для дітей дошкільного віку, спрямовані на всебічний її розвиток та підготовку до подальшого навчання.
- Інші - для шкільної освіти. Прикладами служать різноманітні довідники та збірники завдань, подані в електронному варіанті.
- Також існують додаткові матеріали, котрі не входять до шкільної програми, але можуть використовуватись для вивчення додаткової інформації, або використання в вищих навчальних закладах